# Lincoln McIlravy
Lincoln McIlravy (n. 17 iulie 1974, Rapid City, Dakota de Sud, SUA) este un luptător ce a reprezentat Statele Unite ale Americii, medaliat olimpic. A participat la o ediție a Jocurilor Olimpice (2000) în care a câștigat o medalie de bronz.

## Participări
Lista de mai jos prezintă principalele competiții la care a participat Lincoln McIlravy de-a lungul carierei.
- wrestling at the 2000 Summer Olympics – men's freestyle 69 kg[*]